# ハーゲン市電
ハーゲン市電（ハーゲンしでん、ドイツ語: Straßenbahn Hagen）は、かつてドイツ（旧：西ドイツ）のハーゲンに存在した路面電車である。19世紀に馬車鉄道として開通し、20世紀初頭に電化が行われたが、モータリーゼーションの進行により1976年に廃止された。

## 歴史

### 馬車鉄道・蓄電池鉄道時代
ハーゲン市内における最初の軌道交通は、1884年11月13日に2系統の路線が開通した馬車鉄道であった。だが、当初こそ多数の利用客に利用されたが以降は乗客数が伸び悩み、運営事業者が1889年に破産申請を受ける事態となった。ただし1891年にケルンの実業家に売却された後は利用客が持ち直し始め、鉄道線を地下で潜る区間を含めた新規区間の建設も実施された。その後、1896年に馬車鉄道の運営権はジーメンス・ウント・ハルスケに再度移管されている。
一方、1895年1月7日には実業家のアドルフ・ミュラー（Adolph Müller）が運営する蓄電池工場の部品を用いた、蓄電池を動力とした新たな路線がハーゲン市内に開通した。この鉄道はジーメンス・ウント・ハルスケが運営していた馬車鉄道と経営統合し、1897年にハーゲン路面電車会社（Hagener Straßenbahn AG）が設立された。同社は、充電が必要な蓄電池に代わり架線を用いた電化方式を導入する事を決定し、1898年をもって馬による牽引方式は廃止された。
計画当初、景観保護のためハーゲン市は蓄電池方式と架線方式の両立を考案していたが、最終的に架線方式への一本化へ方針は転換し、1901年に蓄電池車両は営業運転を終了した他、蓄電池工場が所有していたハーゲン路面電車会社の株はハーゲン市に売却され、同社は全株をハーゲン市が所有する形に改められた。

### 第二次世界大戦まで
電化方式が架線に一本化されて以降、ハーゲン市電は路線網の拡張を続け、1914年の年間利用客は約1,200万人を記録した。第一次世界大戦中は社会情勢や人員不足といった要因から延伸計画は一時中断したものの、1920年代に入ると路線網は再度拡大した。

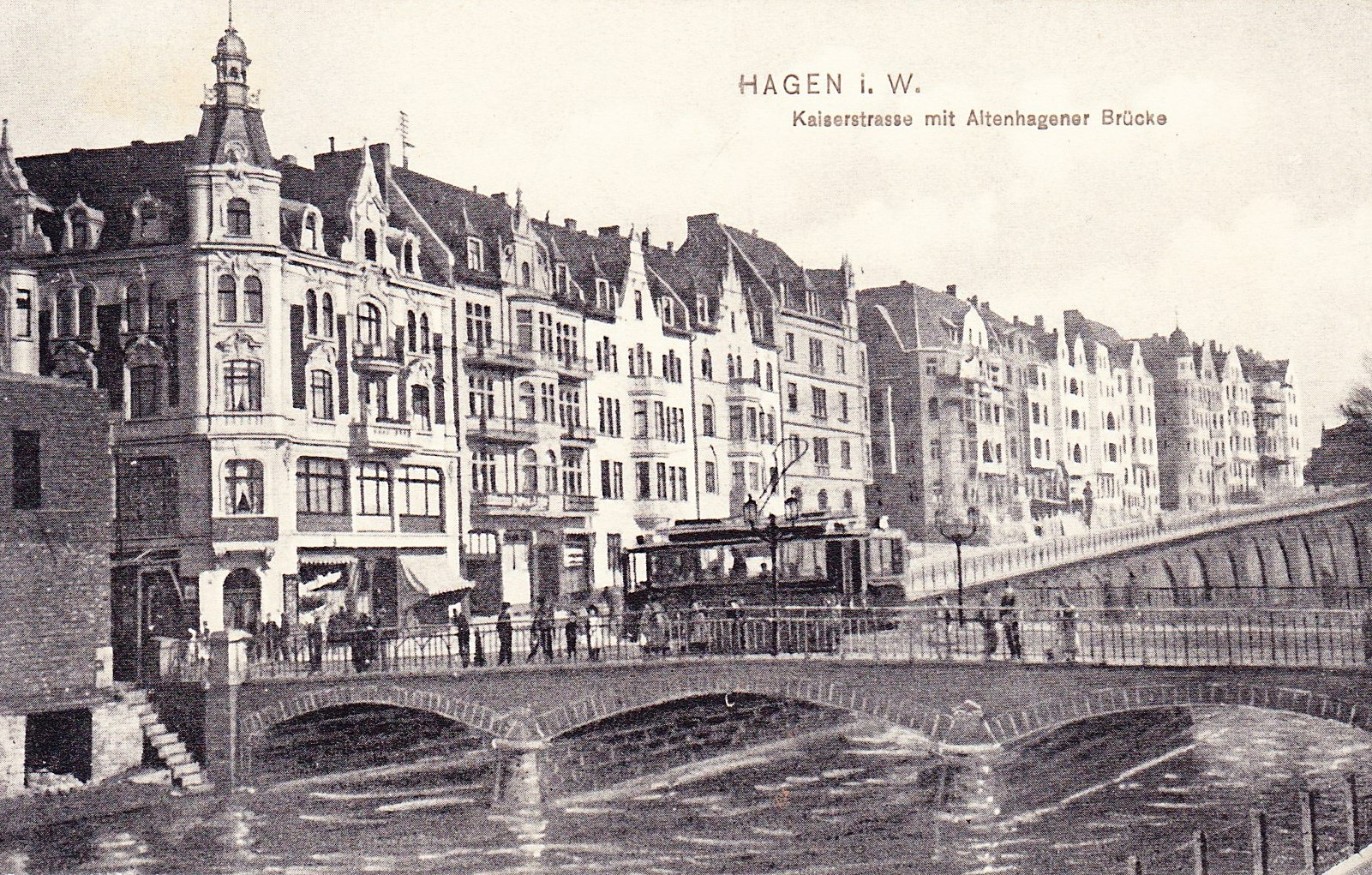
1911年のハーゲン市電
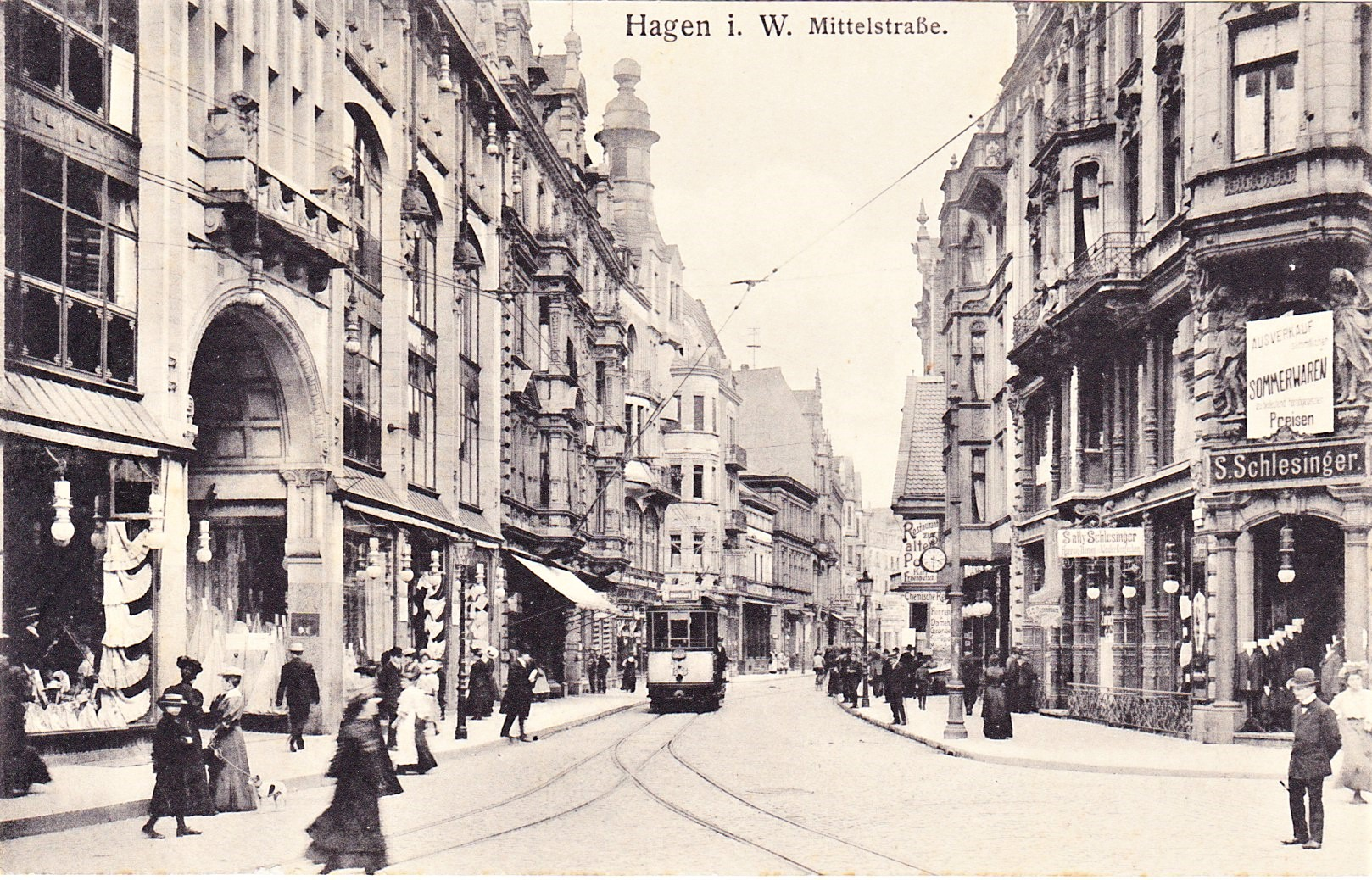
1912年のハーゲン市電
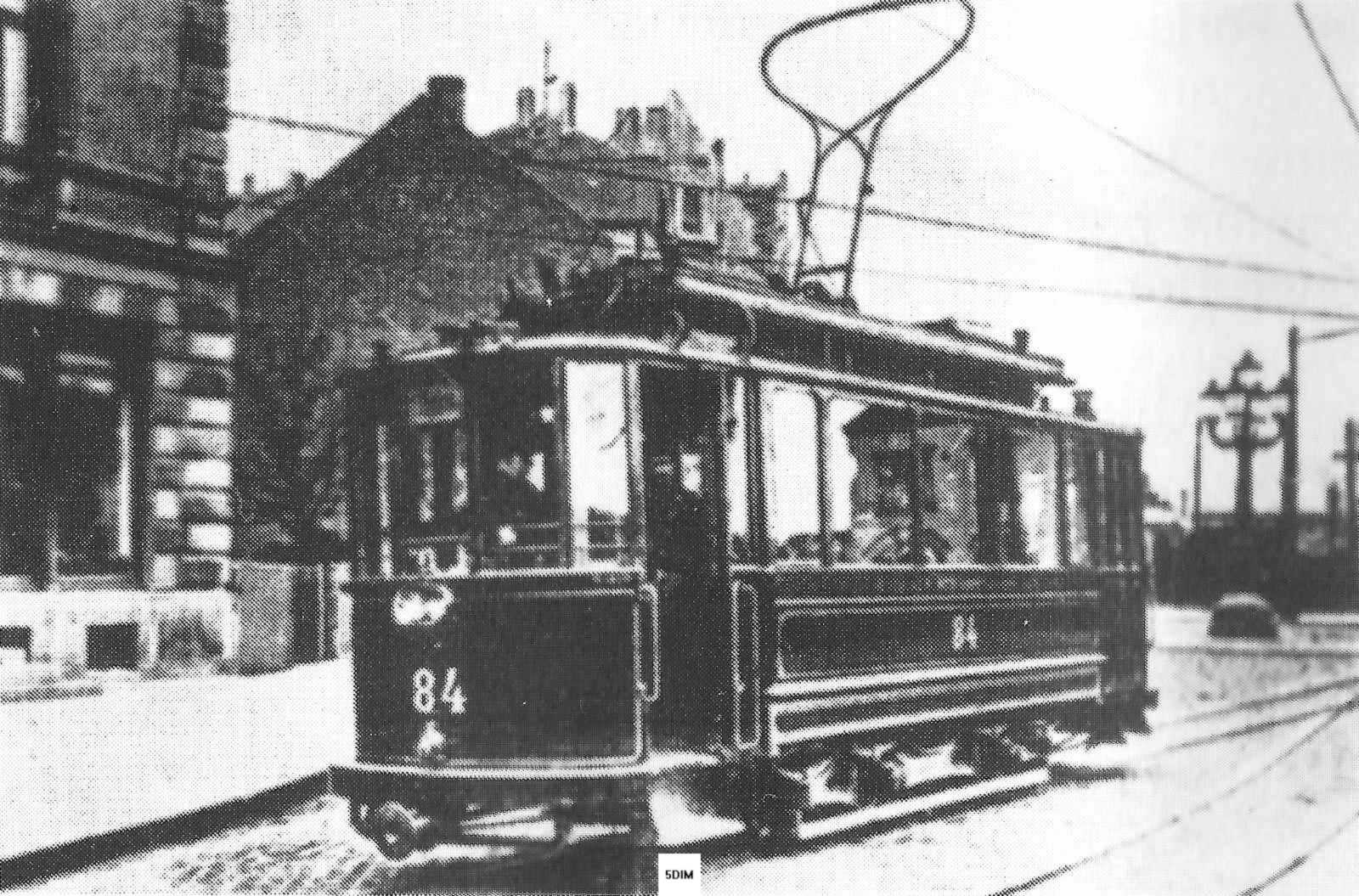
ハーゲン市電の2軸車（1905年撮影）

だが、それ以降の車庫の増設、ブレッカーフィルド郊外鉄道の買収および近代化などの多額の投資に加えて世界恐慌が重なり、1930年代初頭に路面電車は財政危機に陥った。その結果、当時のハーゲン路面電車会社の路面電車部門の総局長が懲戒処分を受ける事態となった他、リストラや労働時間の削減、オランダの企業との間の車両の信託契約といった再編に向けた多数の措置が実施された。

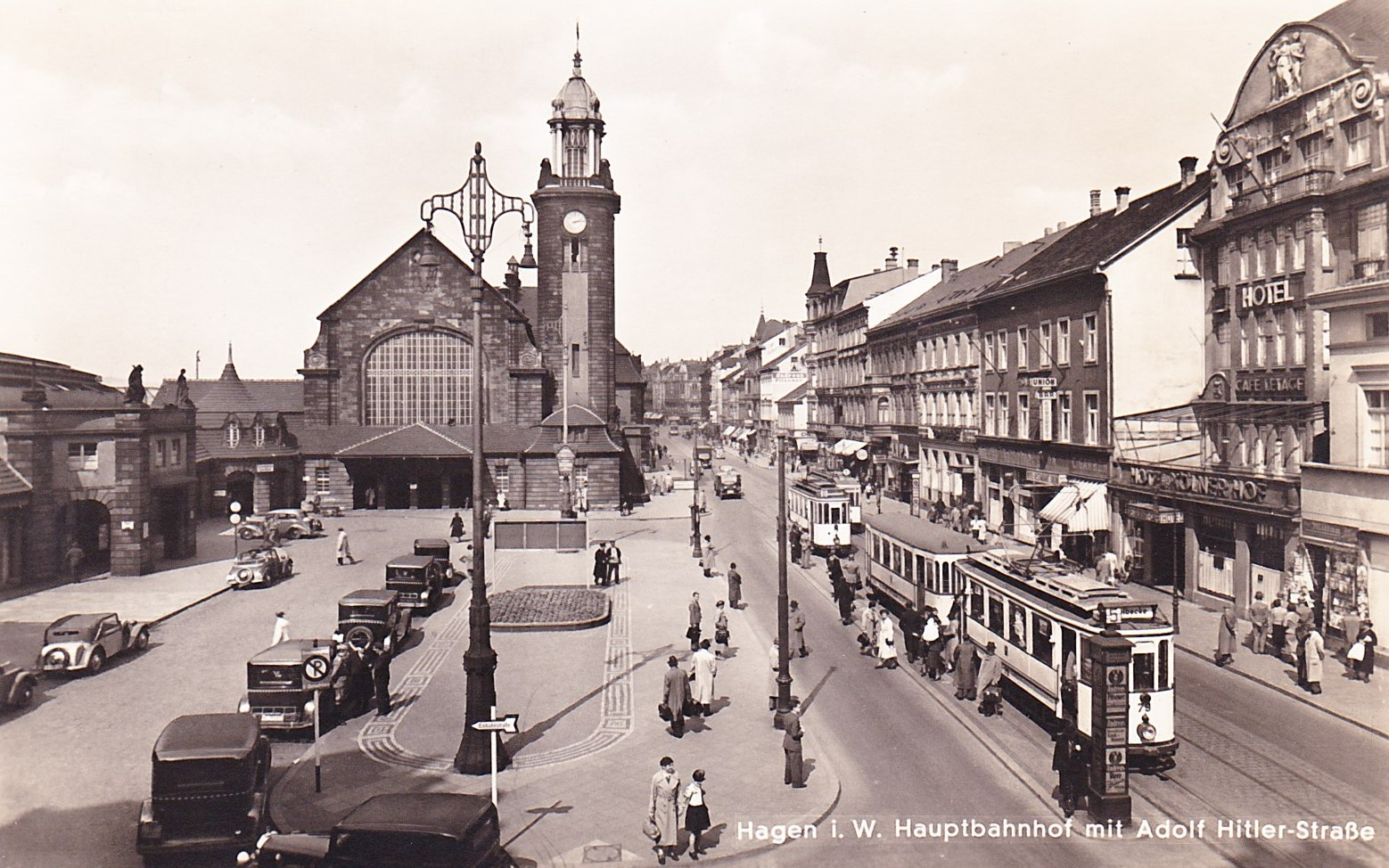
1935年のハーゲン市電
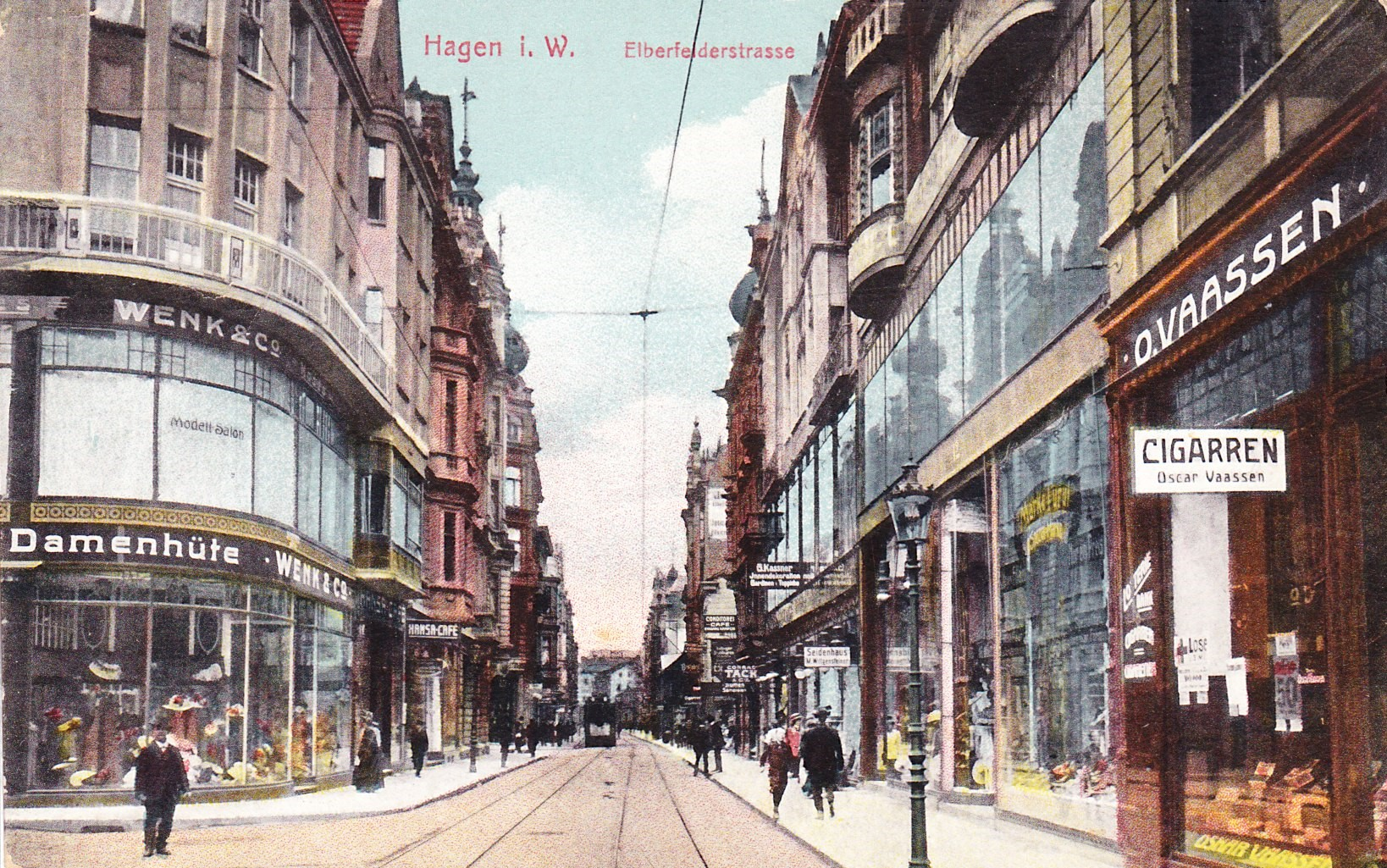
1930年に発行されたハーゲン市電の絵葉書
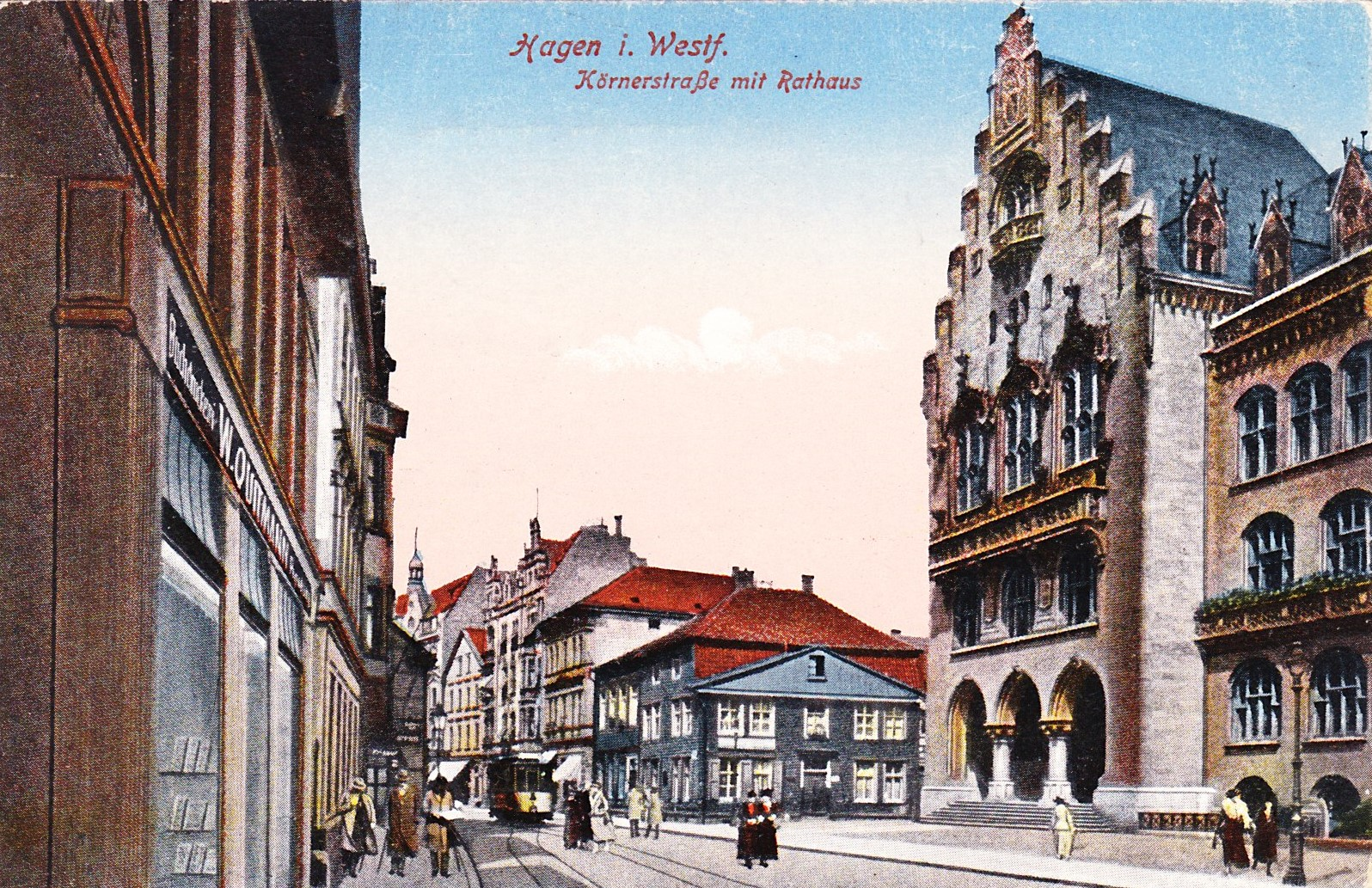
1940年に発行されたハーゲン市電の絵葉書

第二次世界大戦中は幾多もの空襲により送電網や車両、施設に被害が生じながらもハーゲン市電は運航を続けたが、1945年4月に連合国軍による侵攻に伴い全区間の運行が休止された。再開の許可が下りたのは翌5月であり、以降は順次車両や路線の復旧が実施された。

### 第二次世界大戦後、廃止まで
1950年代から1960年代にかけて、ハーゲン市電は輸送力増強・高速化を目的とした複線化が実施された一方、1958年には大型ボギー車が、翌1959年には2車体連接車が導入され、輸送力の増強も図られた。だが、その一方で路線バスの拡張も進められ、1953年にはゲーヴェルスベルク方面の路線がバスに置き換えられた他、1963年に11号線が運用コストの高騰を理由に廃止された。また、1960年代に入ると西ドイツ自体の経済低迷も重なり路面電車の赤字が膨らみ、信用乗車方式の導入などの合理化が進められた。

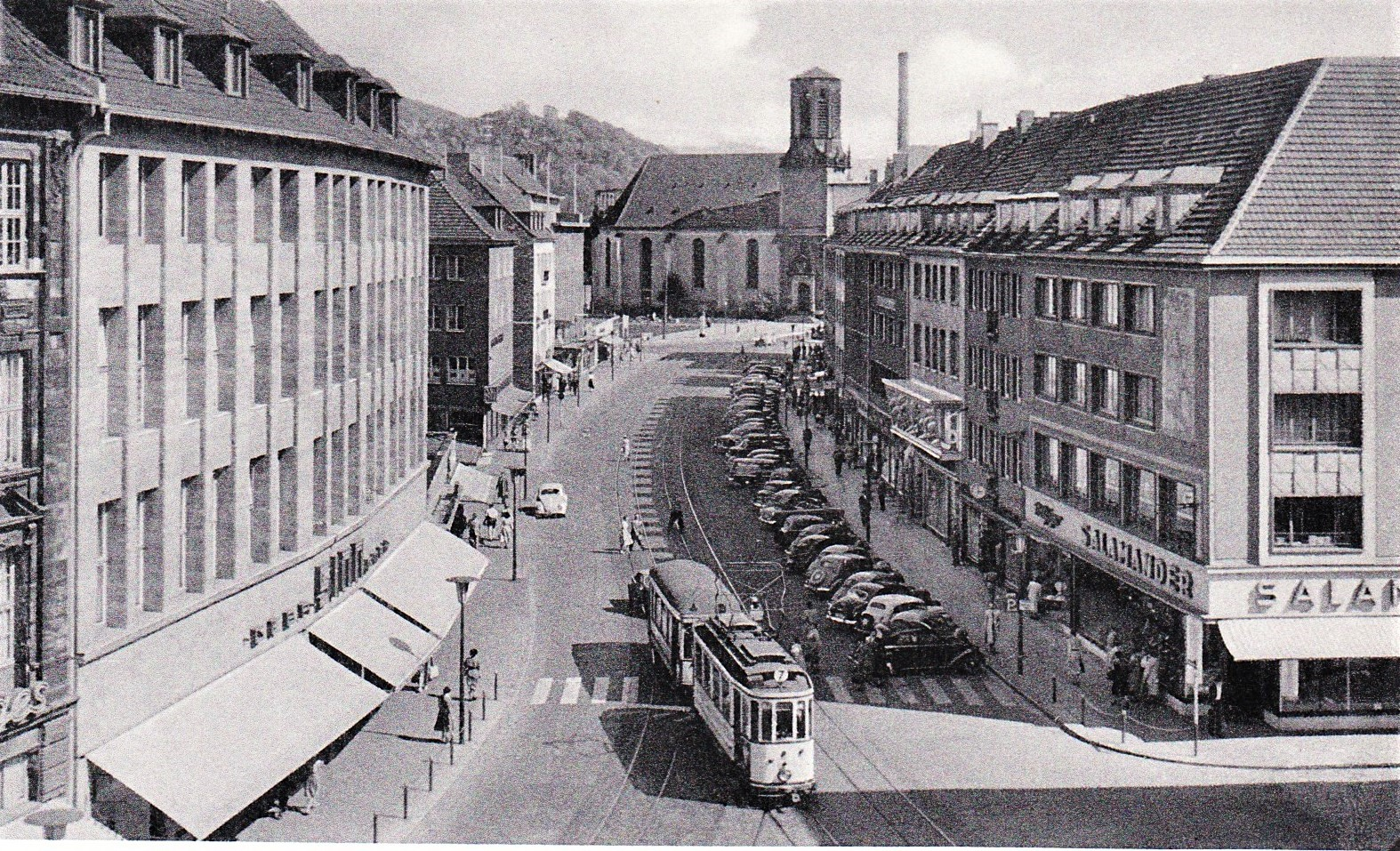
1955年のハーゲン市電

1971年、ハーゲン路面電車会社はより低コストで運用可能な路線バスに置き換える形で路面電車を全廃する決定が下され、以降更なる路線網の縮小が行われた。最後に残った1号線・7号線が廃止されたのは1976年5月29日である。ただし運営事業者は路面電車廃止以降も引き続き「ハーゲン路面電車会社」という社名を名乗っている。

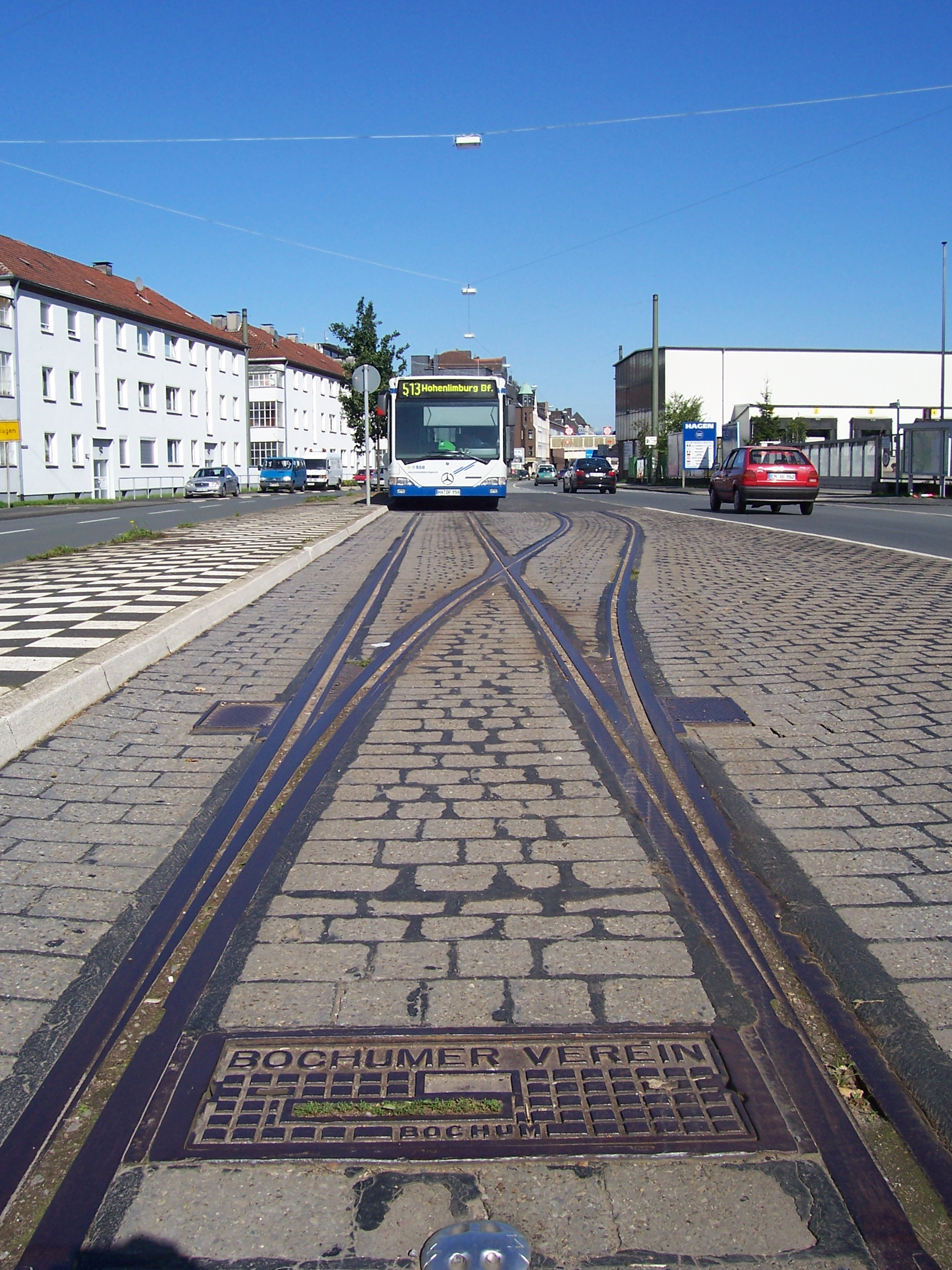
ハーゲン市電の廃線跡（2006年撮影）

最後まで使用された車両のうち、一部はインスブルック市電（インスブルック）、ヴュルツブルク市電（ヴュルツブルク）、ベオグラード市電（ベオグラード）へ譲渡された。また、2軸車の一部はヴッパータールのベルギッシェス路面電車博物館で保存されており、そのうち2両（電動車1両、付随車1両）は運転可能な状態となっている。

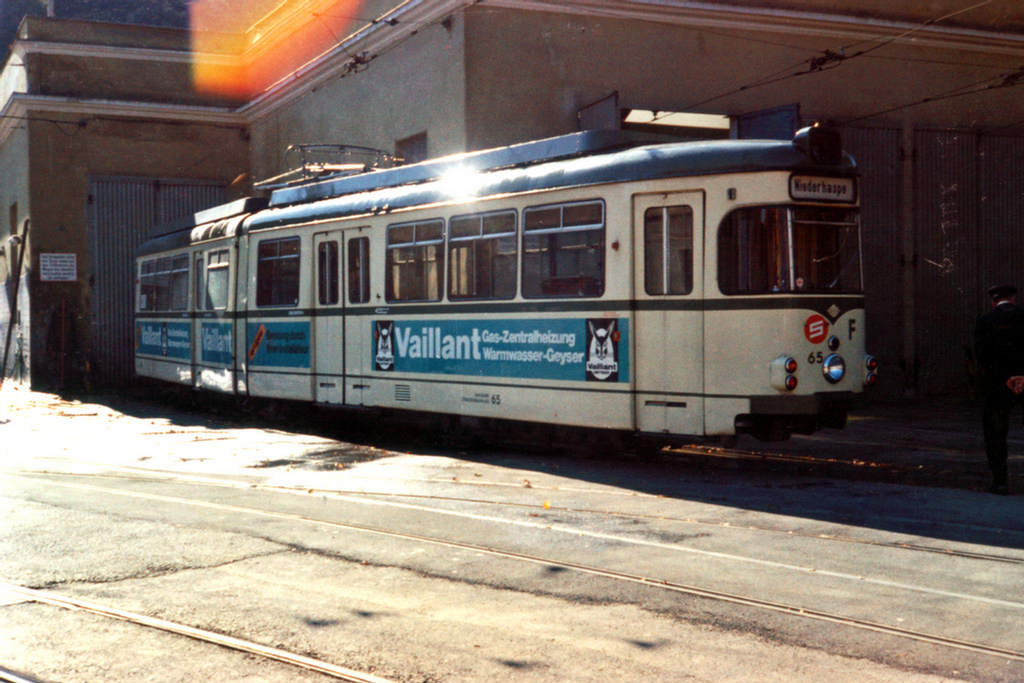
インスブルック市電譲渡後の車両（1976年撮影）
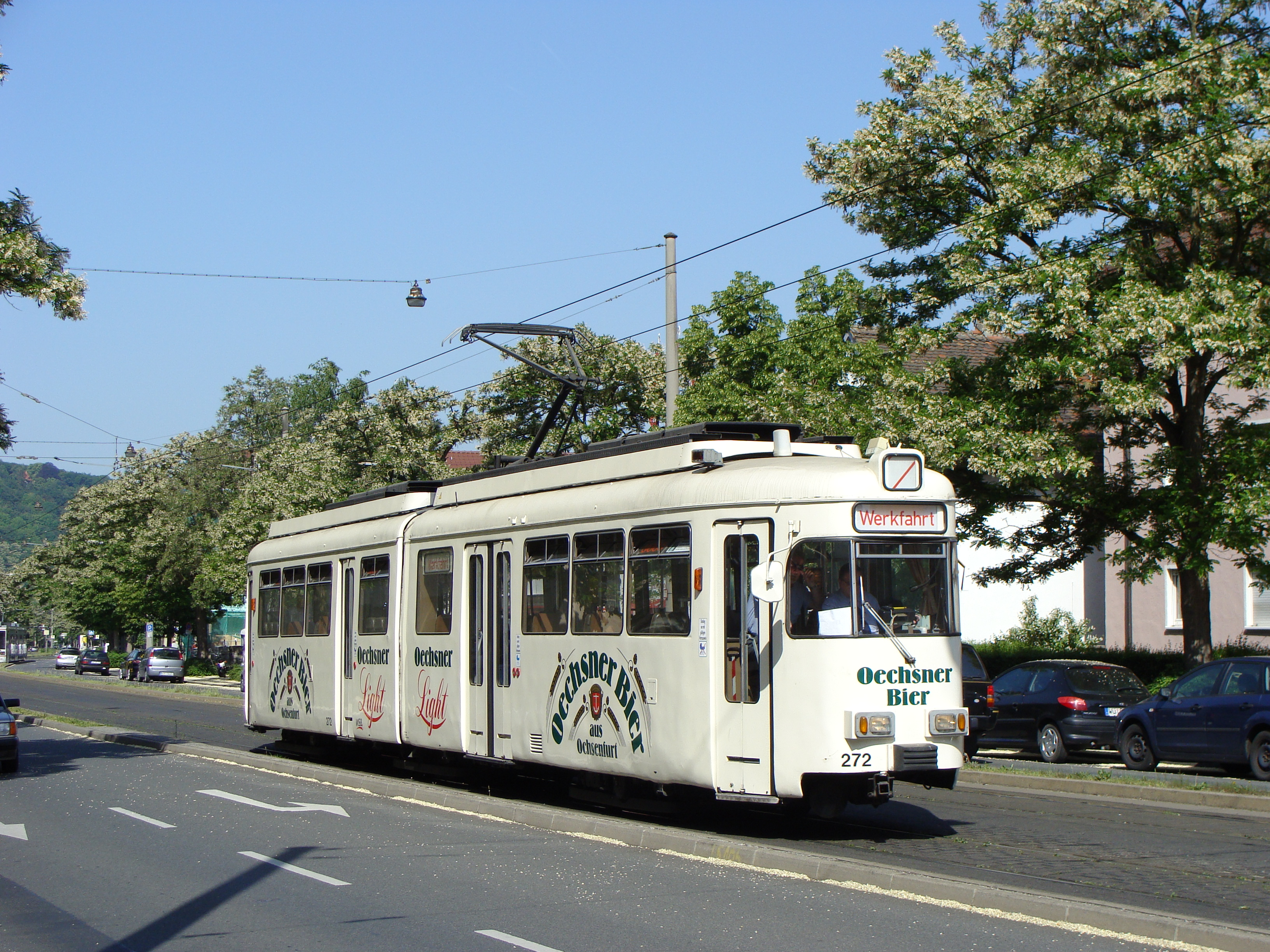
ヴュルツブルク市電譲渡後の車両（2009年撮影）
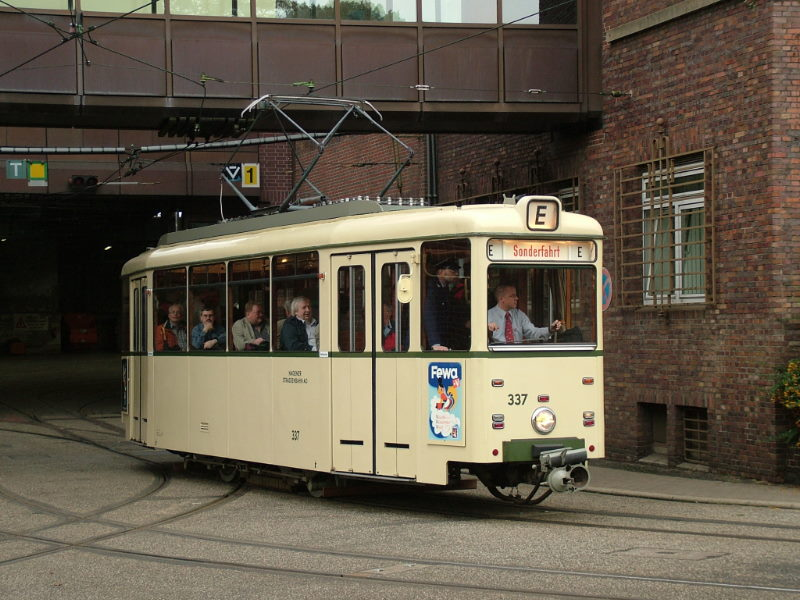
動態保存されている2軸車（2005年撮影）

## 参考資料
- Hagener Straßenbahn AG (2009年). 125 Jahre 1884-2009 (PDF) (Report). 2022年9月1日閲覧。